# Rustam Gurieli
Rustam Gurieli, mtavari de Gúria del 1534 al 1564. Succeí al seu pare Mamia I Gurieli en morir aquest el 1534. Una filla es va casar amb Jordi III Dadiani, mtavari de Mingrèlia (+ 1582), i una altra amb Mamia IV Dadiani, mtavari de Mingrèlia (+ 1590). Va morir el 1564 i el va succeir el seu fill Jordi II Gurieli.